# Ассади, Мохаммад Джаафар
Мохаммад Джаафар Ассади — иранский военачальник, бригадный генерал.
В 2008—2009 гг. — командующий сухопутными силами Корпуса стражей Исламской революции. Ранее занимал должность заместителя командующего Сухопутными силами КСИР.
В 1999 г. после подавления студенческих волнений в Тегеране он был одним из 24 офицеров КСИР, которые написали письмо президенту Мохаммаду Хатами, выразив свою озабоченность произошедшим и недовольство тем, что к подавлению выступлений была привлечена армия.